# Xã Lake, Quận Mercer, Pennsylvania
Xã Lake (tiếng Anh: Lake Township) là một xã thuộc quận Mercer, tiểu bang Pennsylvania, Hoa Kỳ. Năm 2010, dân số của xã này là 780 người.